# Cyperocymbidium gammieanum
Cyperocymbidium gammieanum là một loài thực vật có hoa trong họ Lan. Loài này được (King & Pantl.) A.D. Hawkes mô tả khoa học đầu tiên năm 1964.